# Башич, Юрий
Юрий Башич (24 октября 1695, Дубровник — 26 августа 1765, там же) — дубровницкий религиозный деятель, писатель-богослов, иезуит, биограф, проповедник и миссионер.
Получил богословское образование в Риме, вступил в орден иезуитов, в 1727 году начал проповедовать в Дубровнике от имени Братства доброй смерти и вскоре приобрёл себе славу большого учёного; получил звание профессора богословия в Дубровницком иезуитском колледже и гуманитарных наук в Иллирийском иезуитском колледже в Лоретто и Фермо. Писал на хорватском, латинском и итальянском языках.
На латинском языке он написал по первичным источникам биографии 33-х иезуитов, происходивших из Дубровника («Elogia Iesuitarum Ragusinorum»), а также записал в нём ряд событий из истории города, но это сочинение осталось ненапечатанным. Наиболее известная работа — «Besede karstjanske za nedielnieh i blazieh dana od godiscta» (сборник проповедей на хорватском, издано в Венеции, 1765 год). В 1751—1764 годах продолжал вести хронику Дубровницкого иезуитского колледжа на итальянском языке, которая была начата Капитоцци. Написал также несколько проповедей, стихотворений и богословских работ на итальянском языке, однако они остались лишь в рукописях.